# Ljustjärnen (Floda socken, Dalarna, 669817-144499)
Ljustjärnen är en sjö i Gagnefs kommun i Dalarna och ingår i Norrströms huvudavrinningsområde.